# Tomislav Erceg
Tomislav Erceg est un footballeur international croate né le 22 octobre 1971 à Split.

## Palmarès
- 4 sélections et 1 but avec l'équipe de Croatie.